# Bill Cartwright
James William "Bill" Cartwright (Lodi, California, 30 de julio de 1957) es un exjugador de baloncesto estadounidense que destacó sobre todo en la década de los 80, pero que consiguió los éxitos colectivos entrando en los 90, en los que llegó a ganar tres anillos de campeón de la NBA con los Chicago Bulls de Michael Jordan. Disputó 16 temporadas en la liga norteamericana. Mide 2,16 metros, y jugaba de pívot. Fue, además, entrenador de los Chicago Bulls durante dos temporadas y media.

## Trayectoria deportiva

### Universidad
Jugó en la Universidad de San Francisco durante 4 temporadas, siendo en dos de ellas elegido en el segundo mejor equipo de la competición. Se graduó siendo el máximo anotador de la historia de su college, finalizando con unas estadísticas de 19,1 puntos y 10,1 rebotes por partido.

### Profesional

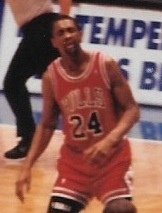
Cartwright jugando para los Bulls en 1991.

Gracias a esos números, fue elegido por los New York Knicks en la tercera posición del Draft de la NBA de 1979, en el cual Magic Johnson se hizo con la primera posición. No defraudó en su primer año como profesional, promediando 21,7 puntos y 8,9 rebotes, lo que le valeron para ser elegido en el mejor quinteto de rookies del año. Brilló con luz propia, manteniendo sus cifras, hasta que, en 1985 una lesión le apartó de las canchas toda la temporada, y en ese mismo año, los Knicks eligieron en el draft a Pat Ewing, relegándole al banquillo.
En 1988 fue traspasado a los Chicago Bulls, a cambio de Charles Oakley. Los Bulls necesitaban un pívot contundente para complementarse con las dos estrellas del equipo, Michael Jordan y Scottie Pippen. Y la jugada les salió redonda:Cartwright se asentó de nuevo en la titularidad, aportó defensa y unos buenos números en ataque (promedió 13 puntos y 7 rebotes en sus 4 primeros años), y ayudó de manera decisiva a que Chicago consiguiera sus tres primeros títulos de campeón de la NBA, en 1991,1992 y 1993.
En 1994, fichó como agente libre por los Seattle Supersonics, ya en el ocaso de su carrera, que finalizaría esa misma temporada, a los 37 años de edad.

### Entrenador
Pocos años después de su retirada, aceptó el cargo de entrenador asistente de los Bulls, al mando de Phil Jackson, ganando el título en el 97 y 98. en 2002 se hizo cargo del equipo como entrenador principal, pero con los Bulls en plena fase de reciclaje, su récord de victorias no fue nada bueno, siendo destituido a comienzos de la temporada 2003-2004.
En septiembre de 2014 fue nombrado como nuevo seleccionador de México, sustituyendo al español Sergio Valdeolmillos, pernaneciendo un año en el puesto.

## Estadísticas de su carrera en la NBA
|  | Denota temporada en la que fueron campeones de la NBA |

### Temporada regular
| Año      | Equipo   | PJ  | PT  | MPP  | %TC  | %3P  | %TL  | RPP | APP | ROB | TPP | PPP  |
| -------- | -------- | --- | --- | ---- | ---- | ---- | ---- | --- | --- | --- | --- | ---- |
| 1979-80  | New York | 82  |     | 38.4 | .547 | –    | .797 | 8.9 | 2.0 | 0.6 | 1.2 | 21.7 |
| 1980-81  | New York | 82  |     | 35.7 | .554 | .000 | .788 | 7.5 | 1.4 | 0.6 | 1.0 | 20.1 |
| 1981-82  | New York | 72  | 50  | 28.6 | .562 | –    | .763 | 5.8 | 1.2 | 0.7 | 0.9 | 14.4 |
| 1982-83  | New York | 82  | 82  | 30.1 | .566 | –    | .744 | 7.2 | 1.7 | 0.5 | 1.5 | 15.7 |
| 1983-84  | New York | 77  | 77  | 32.3 | .561 | .000 | .805 | 8.4 | 1.4 | 0.6 | 1.3 | 17.0 |
| 1985-86  | New York | 2   | 0   | 18.0 | .429 | –    | .600 | 5.0 | 2.5 | 0.5 | 0.5 | 6.0  |
| 1986-87  | New York | 58  | 50  | 34.3 | .531 | –    | .790 | 7.7 | 1.7 | 0.7 | 0.4 | 17.5 |
| 1987-88  | New York | 82  | 4   | 20.4 | .544 | –    | .798 | 4.7 | 1.0 | 0.5 | 0.5 | 11.1 |
| 1988-89  | Chicago  | 78  | 76  | 29.9 | .475 | –    | .766 | 6.7 | 1.2 | 0.3 | 0.5 | 12.4 |
| 1989-90  | Chicago  | 71  | 71  | 30.4 | .488 | –    | .811 | 6.5 | 2.0 | 0.5 | 0.5 | 11.4 |
| 1990-91  | Chicago  | 79  | 79  | 28.8 | .490 | –    | .697 | 6.2 | 1.6 | 0.4 | 0.2 | 9.6  |
| 1991-92  | Chicago  | 64  | 64  | 23.0 | .467 | –    | .604 | 5.1 | 1.4 | 0.3 | 0.2 | 8.0  |
| 1992-93  | Chicago  | 63  | 63  | 19.9 | .411 | –    | .735 | 3.7 | 1.3 | 0.3 | 0.2 | 5.6  |
| 1993-94  | Chicago  | 42  | 41  | 18.6 | .513 | –    | .684 | 3.6 | 1.4 | 0.2 | 0.2 | 5.6  |
| 1994-95  | Seattle  | 29  | 19  | 14.8 | .391 | –    | .625 | 3.0 | 0.3 | 0.2 | 0.1 | 2.4  |
| Total    | Total    | 963 | 676 | 28.5 | .525 | .000 | .771 | 6.3 | 1.4 | 0.5 | 0.7 | 13.2 |
| All-Star | All-Star | 1   | 0   | 14.0 | .500 | –    | –    | 3.0 | 1.0 | 0.0 | 0.0 | 8.0  |

### Playoffs
| Año   | Equipo   | PJ  | PT | MPP  | %TC  | %3P | %TL  | RPP | APP | ROB | TPP | PPP  |
| ----- | -------- | --- | -- | ---- | ---- | --- | ---- | --- | --- | --- | --- | ---- |
| 1981  | New York | 2   |    | 24.5 | .353 | –   | .667 | 6.5 | 0.5 | 0.5 | 0.5 | 10.0 |
| 1983  | New York | 6   |    | 28.7 | .581 | –   | .773 | 5.7 | 0.7 | 0.5 | 1.2 | 11.2 |
| 1984  | New York | 12  |    | 33.2 | .556 | –   | .863 | 8.3 | 0.4 | 0.2 | 1.2 | 17.4 |
| 1988  | New York | 4   | 0  | 19.0 | .500 | –   | .733 | 4.8 | 1.5 | 0.0 | 0.8 | 7.3  |
| 1989  | Chicago  | 17  | 17 | 34.3 | .486 | –   | .700 | 7.1 | 1.2 | 0.5 | 0.7 | 11.8 |
| 1990  | Chicago  | 16  | 16 | 28.9 | .413 | –   | .674 | 4.7 | 1.0 | 0.3 | 0.3 | 8.1  |
| 1991  | Chicago  | 17  | 17 | 30.1 | .519 | –   | .688 | 4.7 | 1.9 | 0.5 | 0.4 | 9.5  |
| 1992  | Chicago  | 22  | 22 | 27.8 | .474 | –   | .419 | 4.5 | 1.7 | 0.5 | 0.2 | 5.6  |
| 1993  | Chicago  | 19  | 19 | 23.4 | .465 | –   | .778 | 4.5 | 1.5 | 0.6 | 0.2 | 6.3  |
| 1994  | Chicago  | 9   | 8  | 21.0 | .326 | –   | .813 | 4.9 | 1.2 | 0.3 | 0.2 | 4.6  |
| Total | Total    | 124 | 99 | 28.2 | .482 | –   | .725 | 5.4 | 1.3 | 0.4 | 0.5 | 8.9  |

## Logros y reconocimientos
- 3 títulos de la NBA.
- Elegido en el mejor quinteto de rookies en 1980.
- Elegido para el All-Star Game en 1980.
- Se encuentra entre los 30 mejores porcentajes de tiro de la historia de la NBA (26º, con un 52,2%).

## Vida personal
Tiene 4 hijos: Justin, Jason, James y Kristin. Justin es entrenador de baloncesto en el área de Chicago, Kristin juega también al baloncesto en la Universidad de Northwestern, Jason jugó al fútbol americano en la Universidad de Miami-Ohio, y James jugó al baloncesto en la de Lake Forest.